# Ferrari 250 GT Coupé
La Ferrari 250 GT Coupé (auto Coupé per Gran Turismo) è una vettura sport costruita, tra il 1954 e il 1960, dalla casa automobilistica italiana Ferrari. È stata prodotta in sole due serie ed è una pietra miliare per la Ferrari, poiché con questo modello, la casa di Maranello è passata da una attività prettamente artigianale ad una attività industriale.

## Il contesto e profilo

### Prima serie (1954-1958)

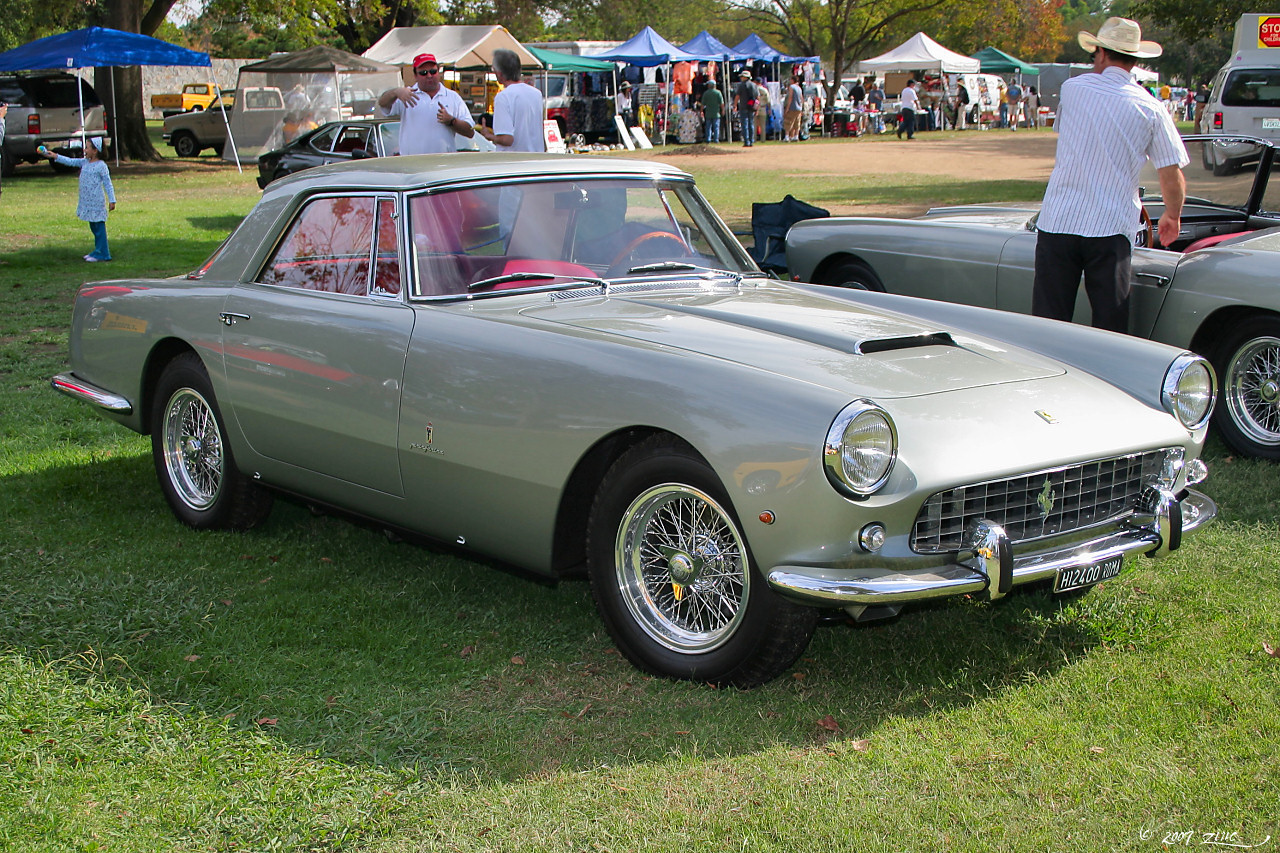
Ferrari 250 GT Coupé seconda serie

La prima serie è stata presentata nel 1954 al Salone dell'automobile di Parigi. Ne furono costruiti una ottantina di esemplari, in poco più di un anno e fu il primo passo della Ferrari per costruire “autovetture di massa” per la normale clientela. Derivata dalla 250 Europa, fu la ricomparsa del motore della 125 S, alimentato con gli abituali tre carburatori Weber modello 36 DCZ. All'inizio della produzione Pininfarina non riusciva a soddisfare la domanda, e nell'attesa del completamento del nuovo stabilimento a Grugliasco, passò il lavoro a Boano.

### Seconda serie (1958-1960)
La seconda serie, disegnata anch'essa da Pininfarina, fu presentata a Milano nel 1958 e comprendeva 335 esemplari quasi identici, costruiti fino al 1960. Tra gli acquirenti ci fu anche il principe Bertil di Svezia. Questa nuova GT non ha le prese d'aria laterali, a favore di una linea più pulita e presenta una carrozzeria a tre volumi con un lunotto panoramico. La griglia ovale anteriore è stata sostituita da una più stretta con fari sporgenti. Monta ammortizzatori telescopici, in sostituzione di quelli Houdaille delle 250 precedenti, ma i freni a disco furono introdotti solo nel 1960, come le candele esterne.

## Caratteristiche tecniche

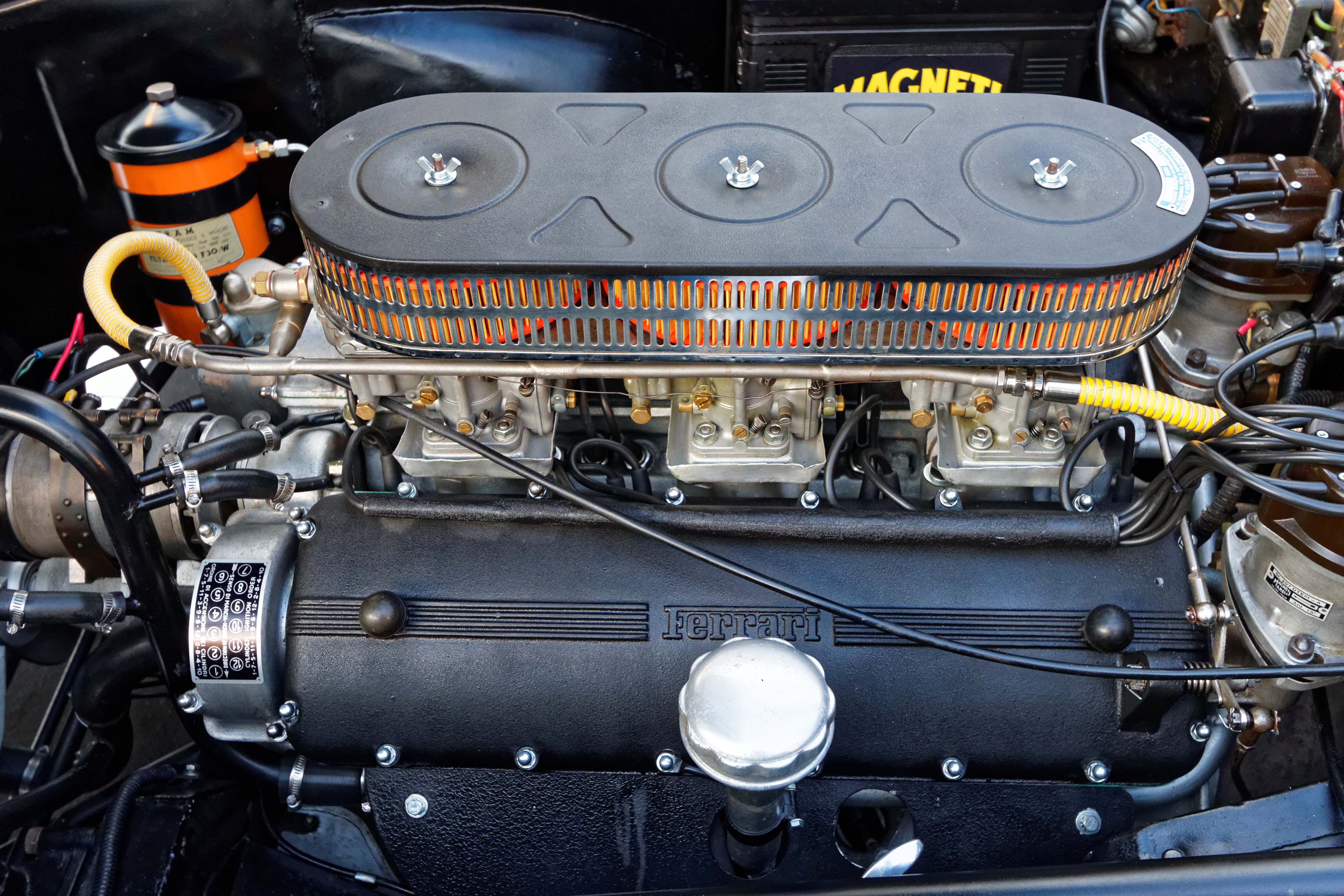
Motore di una Ferrari 250 GT Coupé; notare i tre carburatori Weber posti sopra il motore

La 250 GT Coupé monta un motore V12 a 60° anteriore longitudinale, con un alesaggio ed una corsa rispettivamente di 73 e di 58,8 mm. La cilindrata è di 2953,21 cm³ con un rapporto di compressione di 8,5:1, dove la distribuzione è monoalbero con due valvole per cilindro. L'alimentazione è dotata di tre carburatori di marca Weber e modello 36 DCZ/3. L'accensione è singola con due spinterogeni, mentre la lubrificazione è a carter umido. La frizione è a doppio disco o bidisco, per reggere la potenza massima erogata di 220 CV per la prima serie e di 240 CV per la seconda serie, a 7000 giri al minuto. Il cambio è a quattro rapporti più la retromarcia, l'overdrive sulla quarta marcia venne introdotto nel 1960. Lo sterzo è a settore dentato e vite senza fine. La carrozzeria è coupé a due posti, e mentre la carreggiata anteriore misura 1354 mm, quella posteriore è 1349 mm. Il telaio è tubolare in acciaio, e i freni sono a tamburo, ma poi a disco nel 1960. Le sospensioni anteriori sono indipendenti, con quadrilateri trasversali, una balestra trasversale e gli ammortizzatori idraulici; quelle posteriori sono a ponte rigido, singolo puntone, balestre semiellittiche longitudinali ed ammortizzatori idraulici. La velocità massima dichiarata era di 230 km/h per la prima serie e di 250 km/h per la seconda.